# Olavo da Suécia
Olavo (c. 980 – c. 1022) - vulgarmente conhecido como Olavo, o Tesoureiro ou pelo seu nome sueco Olof Skötkonung - é muitas vezes considerado o primeiro rei da Suécia, visto ter sido o primeiro a reinar comprovadamente ao mesmo tempo sobre a Svealand e a Gotalândia (Götaland).

Estes territórios situados em redor dos lagos Mälaren e Vättern constituiam então o núcleo inicial do Reino da Suécia – uma federação informal de regiões com grande autonomia, controladas por ”grandes senhores” locais.                                                                                                                                                                                

| “                                                                                         | ”Olawær skotkonongær war fyrsti konongær sum cristin war i swcriki.” Olavo, o Tesoureiro foi o primeiro rei cristão do reino da Suécia. | ” |
| — Laurentius Dyakn, Lei da Gotalândia Ocidental - Lista dos reis da Suécia (Kungalängden) | |   |

O conhecimento que há sobre Olavo está baseado nas sagas islandesas de Snorri Sturluson, nas crônicas de Adão de Bremen e na Lenda de Sigfrido.
                                                                             Por essas fontes ficamos a saber que Olavo foi o primeiro monarca a reinar juntamente sobre a Svealand e a Götaland, foi o primeiro rei definitivamente cristão e foi o primeiro soberano da Suécia a mandar cunhar moeda em seu nome.

A conversão de Olavo ao cristianismo está assinalada pelo seu batismo em Husaby. Apesar das vicissitudes da época, Olavo permaneceu cristão durante o resto da sua vida, tendo sido um promotor entusiasta da evangelização da Suécia.

A sua tentativa de criar uma moeda local - tal como faziam outros reis - não teve grande sucesso, mas apesar disso é de assinalar o facto de que algumas centenas das moedas mandadas cunhar por ele em Sigtuna, terem sobrevivido até os nossos dias. Seguiam o modelo anglo-saxónico, e continham o nome Olof, denominado rei. 

## História
O processo de emergência de um poder real na Suécia de Olavo o Tesoureiro, decorre paralelamente com processos idênticos na Dinamarca de Sueno Barba-Bifurcada e na Noruega de Olavo. As amizades e as hostilidades entre os três monarcas ajudaram a definir o poder e as limitações de cada um deles. 
Ao começo do seu reinado, Olavo se aliou com o rei dinamarquês Sueno Barba-Bifurcada e a aliança levou os dois a derrotar o rei norueguês Olavo na batalha de Svolder no ano de 1000. Após a vitória, os dinamarqueses e suecos repartiram o território norueguês e Olavo recebeu Bohuslän e Sør-Trøndelag, territórios que terminariam sendo perdidos em conflitos bélicos posteriores.

Na localidade de Sigtuna, Olavo mandou cunhar moeda com motivos cristãos, e com o seu nome - Olof. Estas moedas era uma forma simbólica de ele mostrar a sua ambição de poder. Alguns dizem precisamente que daí viria seu sobrenome Skötkonung, o qual significaria o rei tesoureiro. Skattkonnung poderia ser traduzido melhor como rei do tesouro, já que skatt significa imposto em sueco. Outro dizem que Skötkonung é uma alusão ao pagamento de impostos ou tributos ao rei da Dinamarca. Outras teorias afirmam que seu sobrenome vem de uma variação dialetal de Götkonnung, que significa, rei dos Gautas, povo que habitava a Gotalândia. Na saga islandesa Saga de Hervör, skötkonung deriva de sköte (colo) em alusão a Olof ainda ser criança quando foi elevado a rei, sendo levado ao colo pela mãe.

Segundo a Lenda de Sigfrido, Olavo foi batizado em Husaby em 1008 por um missionário inglês chamado São Sigfrido. Outras fontes indicam outros batizadores, como é o caso de Saxo Grammaticus que indica um missionário chamado Bernhard.  Olavo foi o rei que começou a cristianização da Suécia e durante o seu reinado estabeleceu a primeira diocese, em Skara, em 1014.

De acordo com Adão de Brema, a cristianização que foi começada por Olavo gerou descontentamento entre os suecos pagãos, que o destronaram e em seu lugar puseram seu filho Anundo Jacó, que também era cristão. Já Snorri Sturlson explica que Olavo foi destronado devido à grande e cara guerra empreendida contra a Noruega, que de nada adiantou pois os suecos logo perderam a autoridade com as terras que comercializavam na costa oriental do Mar Báltico. Nos últimos anos de sua vida, Olavo reinou apenas na Gotalândia (Götaland).
Faleceu no inverno de 1021 ou 1022. Não se sabe exatamente onde foi sepultado, mas presume-se que em Skara ou Linköping.

## Relações familiares
Foi filho de Érico VI da Suécia (c. 945 - c. 995) e de Sigride, a Orgulhosa (c. 965 — após 1014).
Olavo casou-se com Astride dos Obotritas, princesa "dos Obotritas" (uma tribo eslava ocidental). Diz-se também que tinha uma amante, chamada Edla.
Filhos com Astride:
1. Anundo Jacó da Suécia (1008–1050)
2. Ingegerda da Suécia, foi casada com o príncipe Jaroslau I, o Sábio[18], o Sábio.

- Filhos com Edla:

1. Astrid Olofsdotter da Suécia|Astrid, foi casada com o rei Olavo II da Noruega.
2. Emundo, o Velho, foi rei da Suécia.
3. Holmfrido